# Freedom (Santana)
Freedom è un album dei Santana del 1987.
Con quest'album, la formazione dei Santana contava nove membri, alcuni dei quali erano ritornati essere stati con altre band. Freedom si allontana di gran lunga dal sound del suo predecessore, Beyond Appearances, ritornando ad un ritmo più latino. L'album non fece, comunque, rivivere le fortune commerciali del gruppo come in precedenza, raggiungendo solo la 95ª posizione nella Billboard 200 e l'ottava in Svizzera.

## Tracce
1. Veracruz (Cohen, Miles, Rolie, Santana) - 4:23
2. She Can't Let Go (Cohen, Coster, Johnson, Lerios) – 4:45
3. Once It's Gotcha (Cohen, Coster, Johnson) – 5:42
4. Love Is You (Santana, Thompson) – 3:54
5. Songs of Freedom (Coster, Miles, Santana) – 4:28
6. Deeper, Dig Deeper (Crew, Miles, Santana, Thompson) – 4:18
7. Praise (Crew, Miles, Santana, Thompson) – 4:36
8. Mandela (Peraza) – 5:31
9. Before We Go (Capaldi, Santana) – 3:54
10. Victim of Circumstance (Crew, Miles, Rashid, Santana) – 5:21

## Formazione
- Carlos Santana - chitarra, voce
- Tom Coster - tastiere
- Chester D. Thompson - tastiere
- Gregg Rolie - sintetizzatore, tastiere
- Alphonso Johnson - basso
- Graham Lear - batteria
- Armando Peraza - percussioni, congas
- Orestes Vilató - percussioni, timbales
- Raul Rekow - percussioni, voce
- Buddy Miles - voce